# Hixon, Kanada
Hixon är en ort i Kanada.   Den ligger i provinsen British Columbia, i den centrala delen av landet, 3 400 km väster om huvudstaden Ottawa. Hixon ligger 577 meter över havet och antalet invånare är 202.
Terrängen runt Hixon är kuperad västerut, men österut är den platt. Hixon ligger nere i en dal. Trakten runt Hixon är nära nog obefolkad, med mindre än två invånare per kvadratkilometer.. Det finns inga andra samhällen i närheten.
I omgivningarna runt Hixon växer i huvudsak barrskog.